# Redslareds socken
Redslareds socken i Västergötland ingick i Kinds härad, ingår sedan 1971 i Svenljunga kommun och motsvarar från 2016 Redslareds distrikt.
Socknens areal är 57,75 kvadratkilometer varav 56,87 land. År 2000 fanns här 174 invånare.  Kyrkbyn Redslared med sockenkyrkan Redslareds kyrka ligger i socknen. 

## Administrativ historik
Socknen har medeltida ursprung. 
Vid kommunreformen 1862 övergick socknens ansvar för de kyrkliga frågorna till Redslareds församling och för de borgerliga frågorna bildades Redslareds landskommun. Landskommunen uppgick 1952 i Axelfors landskommun som 1971 uppgick i Svenljunga kommun. Församlingen uppgick 2006 i Svenljungabygdens församling.
1 januari 2016 inrättades distriktet Redslared, med samma omfattning som församlingen hade 1999/2000.  
Socknen har tillhört län, fögderier, tingslag och domsagor enligt vad som beskrivs i artikeln Kinds härad. De indelta soldaterna tillhörde Älvsborgs regemente, Södra Kinds kompani.

## Geografi
Redslareds socken ligger söder om Borås. Socknen är en moss och kärrik skogsbygd.
Socknen genomkorsas av länsväg 156.
1932 hade Redslareds socken 352 invånare och hade 315 hektar åker och 3348 hektar skogsmark.

## Fornlämningar
En hällkista från stenåldern är funnen. Från bronsåldern finns gravrösen. Från järnåldern finns gravar och domarringare. Ett offerfynd med smycken har påträffats vid Vännebo.

## Namnet
Namnet skrevs 1540 Rislaridh och kommer från kyrkbyn. Efterleden är ryd, 'röjning'. Förleden kan innehålla hrisla, 'buske'.